# La Bonne
La Bonne è un film del 1986 diretto da Salvatore Samperi. Il titolo è stato mantenuto in francese, ma lo stesso Samperi l'avrebbe tradotto con La serva.

## Trama
Vicenza, 1956. Anna è la bella moglie di Giacomo, impegnato anche in politica locale nel consiglio comunale. Vive tutto il giorno in casa, facendo praticamente da badante alla suocera.
Nel corso del tempo conosce meglio Angela, domestica smaliziata che, per vincere la monotonia delle giornate di provincia, la inizia a confidenze che presto sfociano in giochi erotici sempre più spinti, che provocano la morte accidentale della suocera, e culminano, su istigazione di Angela, in un ménage à trois col farmacista.
Alla fine Angela, rimasta incinta, viene licenziata e allontanata dalla casa di Anna.